# Hulett
Hulett é uma cidade  localizada no estado norte-americano de Wyoming, no Condado de Crook.

## Demografia
Segundo o censo norte-americano de 2000, a sua população era de 408 habitantes.
Em 2006, foi estimada uma população de 442, um aumento de 34 (8.3%).

## Geografia
De acordo com o United States Census Bureau tem uma área de
2,3 km², dos quais 2,3 km² cobertos por terra e 0,0 km² cobertos por água. Hulett localiza-se a aproximadamente 1142 m acima do nível do mar.

## Localidades na vizinhança
O diagrama seguinte representa as localidades num raio de 68 km ao redor de Hulett.